# Martin Doerne

Martin Doerne

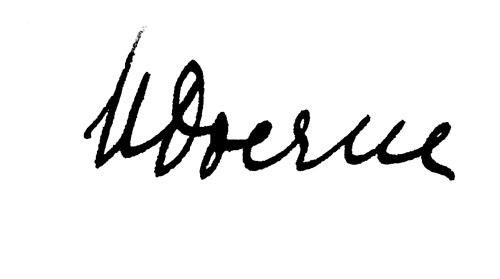
Signatur Martin Doernes

Martin Bernhard Gotthelf Theobalt Doerne (* 20. März 1900 in Schönbach (Sachsen); † 2. September 1970 in Göttingen) war ein deutscher lutherischer Theologe. Er wirkte als Professor an den Universitäten Leipzig, Rostock, Halle und Göttingen.

## Leben
Martin Doerne war der Sohn des Pfarrers Friedrich Doerne († 1933), und dessen Frau Helene Doerne, geborene Zische († 1935). Er besuchte zunächst eine Volksschule in Klingenthal und danach das Sächsische Landesgymnasium Sankt Afra. Dort erhielt er 1917 das Reifezeugnis. Das nächste Jahr verbrachte er im Kriegsdienst im Ersatzbataillon. Er studierte Theologie und Philosophie an den Universitäten Leipzig, Rostock und Berlin. Dabei bestand er 1922 die erste theologische Prüfung. Zwei Jahre darauf schloss er in Leipzig sein Studium mit der Promotion zum Doktor der Philosophie ab. Seine Dissertation, Die Religion in Herders Geschichtsphilosophie, wurde 1927 gedruckt. Zugleich bestand er seine zweite theologische Prüfung. Während seines Studiums wurde er Mitglied beim Verein Deutscher Studenten Leipzig.
Noch in diesem Jahr, 1924, wurde Doerne Vikar in Chemnitz. Im folgenden Jahr wurde er als Pfarrer nach Löbau berufen. Ab 1927 fungierte er als Studiendirektor am Predigerseminar in Lückendorf. Dieses war von ihm und Ludwig Ihmels gegründet worden. Die Universität Leipzig ernannte ihn im Folgejahr zum Lizentiaten der Theologie.
Im Jahr 1934 berief die Universität Leipzig Doerne zum ordentlichen Professor für praktische Theologie. In diesem Jahr verlieh ihm die Universität Erlangen die Ehrendoktorwürde. In dieser Zeit schrieb er kleinere Schriften, in denen er das angespannte Verhältnis zwischen Staat und Kirche auszugleichen suchte. Ferner publizierte er ab 1935 die Reihe Theologia militans. Schriftenreihe für lutherische Lehre und Gestaltung. Doerne wurde Mitglied im  NS-Altherrenbund, in der NSV und im  Nationalsozialistischen Deutschen Dozentenbund.
Doerne erhielt 1939 eine Berufung an die Universität Erlangen. Diese aber lehnte er ab, da er die Leipziger Universität nicht im Stich lassen wollte, die von der Regierung bedrängt wurde. Im Zweiten Weltkrieg wirkte er als Seelsorger in einem Lazarett.
Die Professur für systematische Theologie an der Universität Rostock erhielt Doerne 1947. Somit wurde er Nachfolger Friedrich Brunstäds. In Rostock war er auch Direktor des Seminars für systematische Theologie. 1952 wechselte er an die Universität Halle. Bereits kurz danach erhielt er eine Berufung an die Universität Göttingen. Diese wollte er zunächst ablehnen, 1954 aber nahm er sie schließlich an und zog mitsamt seiner umfassenden Bibliothek nach Göttingen. Der Umzug wurde durch das Staatssekretariat für Hoch- und Fachschulwesen genehmigt.
1968 wurde Doerne emeritiert. Am 2. September 1970 verstarb Doerne in Göttingen. Er wurde 70 Jahre alt.

## Wirken
Doerne galt als bekannter Theologe, der in der Tradition des Neuluthertums arbeitete. Er befasste sich mit Sünde, Furcht, Liebe – zentralen Begriffen des Christentums – sowie mit den Evangelien. 1970 wurde ihm zu Ehren die Festschrift Fides et communicatio verfasst.

## Schriften
- Die Religion in Herders Geschichtsphilosophie (Leipzig 1927)
- Bildungslehre der evangelischen Theologie (München/Berlin 1933)
- Die Zeit ist erfüllt. Biblische Anmerkung zu einem Jahrgang Evangelientexte (1934)
- Siehe, Ich sende euch. Biblische Anmerkung zu einem Jahrgang Evangelientexte (1935)
- Was heißt Volkskirche? (1935)
- Das Alte Testament in der christlichen Predigt (1936)
- Neubau der Konfirmation. Grundzüge einer Erneuerung kirchlichen Jugendkatechumenats (Gütersloh 1936)
- Er kommt auch noch heute. Homiletische Auslegung der alten Evangelien (Dresden/Leipzig 1936)
- Das Kreuz und die Kirche (Vortrag, 1937)
- Lutherisches Pfarramt. Rechenschaft und Wegweisung (1937)
- Warum redet die Kirche von Sünde? Ein Kapitel Gemeindeunterricht (1938)
- Das Wort Gottes in unserer Verkündigung heute (1939)
- Luther und die kirchliche Jugenderziehung (1939)
- Der Mensch im Urteil der Bibel (Vorträge, Potsdam 1939)
- Christusfrage und Christuspredigt heute (Vortrag, 1939)
- Innere Mission als Sendung der Kirche (Vortrag, 1942)
- Furcht ist nicht in der Liebe. Homiletische Auslegung der alten Episteln (Berlin 1947)
- als Hrsg.: Grundriß des Theologiestudiums (Teil I 1948, Teil II 1949, Teil III 1952)
- Christlicher Schöpfungsglaube. Erkenntnis und Glaube (1950)
- Gott und Mensch in Dostojewskijs Werk (Göttingen 1957), Digitalisat
- Die Finsternis vergeht. Predigten (Göttingen 1963)
- Die alten Episteln. Homiletische Auslegung (Göttingen 1967)
- Protestantische Humanität. Vandehoeck & Ruprecht, Göttingen 1969 (= Göttinger Universitätsreden. Heft 54).
- Tolstoj und Dostojewskij. Zwei christliche Utopien (Göttingen 1969), Digitalisat
- Das Wort der Wahrheit. Predigten. Mit einem Nachwort von Friedrich Wintzer (Göttingen 1971)